# InterSystems
InterSystems Corporation ist ein US-amerikanisches Softwareunternehmen. Vom Sitz in Boston aus werden seit 1978 alle Geschäftsaktivitäten und die Niederlassungen in 21 Ländern (Stand 2009) gesteuert. Im Jahr 2016 erzielte die InterSystems Corporation einen Gesamtumsatz von 574 Mio. US-Dollar.

## Geschichte
Das Unternehmen wurde im Jahr 1978 von Phillip T. Ragon gegründet. InterSystems war einer der ursprünglichen Anbieter der so genannten M-Technology, die als MUMPS (Massachusetts General Hospital Utility Multi-Programming System) bekannt ist.

## Produkte
InterSystems Caché kam im Jahr 1997 auf den Markt. Zugleich wurde die Entwicklung der M-Technology gestoppt. Im Jahr 2003 wurde InterSystems Ensemble eingeführt, InterSystems HealthShare kam im Jahr 2006 auf den Markt. InterSystems DeepSee wurde im Jahr 2008 bei InterSystems Caché implementiert.
Im September 2017 kündigte InterSystems die Veröffentlichung der Datenplattform InterSystems IRIS Data Platform an. Die Plattform ist seit dem 31. Januar 2018 verfügbar.
| Produkte                                     | Beschreibung                                                                             |
| -------------------------------------------- | ---------------------------------------------------------------------------------------- |
| InterSystems IRIS Data Platform              | Integrierte Datenplattform zur Entwicklung datenintensiver Anwendungen                   |
| InterSystems IRIS for Health                 | Cloud-first Plattform für die Entwicklung von Lösungen für das digitale Gesundheitswesen |
| InterSystems HealthShare                     | Plattform für Gesundheitsnetzwerke                                                       |
| InterSystems TrakCare                        | Patientenzentriertes medizinisches Informationssystem                                    |
| InterSystems Data Fabric Studio              | Self-Service Cloud-Lösung für die Erstellung und Pflege einer Data-Fabric-Architektur.   |
| InterSystems Supply Chain Orchestrator       | Datenmanagement-Software für die Lieferkette                                             |
| InterSystems IRIS Cloud SQL                  | Cloud-native relationale Datenbase-as-a-Service (DBaaS)                                  |
| InterSystems IRIS Cloud IntegratedML         | Cloud-nativer AutoML-Dienst                                                              |
| InterSystems Total View for Asset Management | Fully Managed SaaS-Lösung für das Datenmanagement im Asset Management                    |